# 宇宙政治学
宇宙政治学（うちゅうせいじがく、英語：politics of outer space）とは、宇宙法や宇宙基本法といった宇宙空間の諸条約、宇宙開発における国際協調と競争、地球外知性との接触による仮想の政治的影響などを研究する学問。また、宇宙の商業利用や月の資源の採掘、小惑星の鉱業などが地球に与える経済的影響をよりよく理解する国際経済学の研究にも根差している。

## 宇宙空間に関する条約や政策

### 宇宙条約

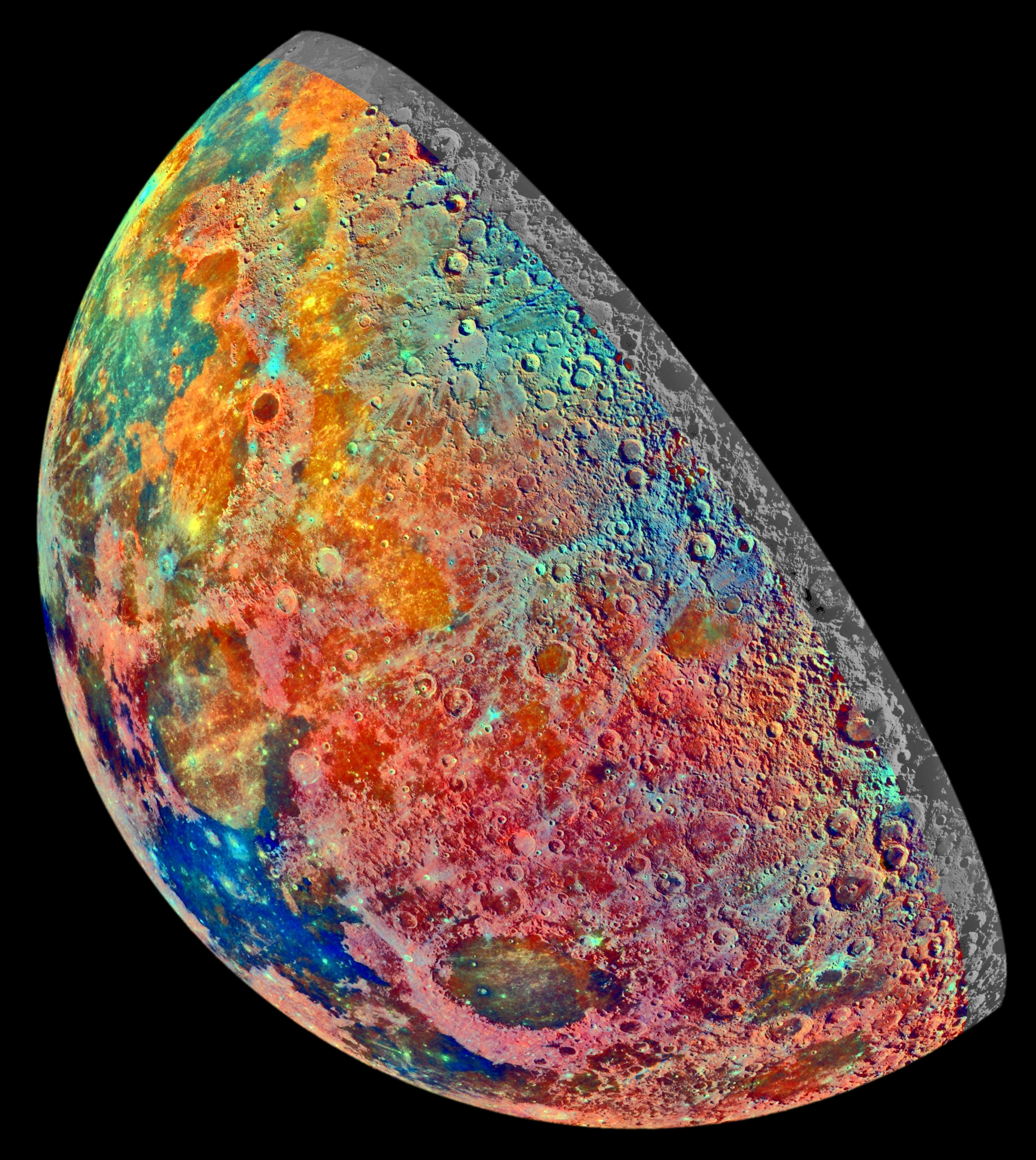
探査機ガリレオにより3枚の光学フィルターを通して撮影され、53枚の画像から構成・着色した月。各色は異なる物質を示す。

宇宙条約は、国際的な宇宙法の基礎となる条約である。1967年1月27日にアメリカ合衆国、イギリス、ソビエト連邦の3ヵ国における署名に始まり、同年10月10日に発効した。2020年時点では110ヵ国が条約を批准、23ヵ国が署名している。中華民国は1971年の国連総会にて、“CHINA”の議席を中華人民共和国へ移すことを定めたアルバニア決議よりも前にこの条約を批准していた。
宇宙条約の主なポイントは、核兵器の宇宙への設置を禁じ、月をはじめとするすべての天体の利用を平和目的に限定し、すべての国が宇宙を自由に探査・利用できるが、いかなる国も宇宙空間や天体の主権を主張してはならないことを定めている点などである。この条約は宇宙での軍事活動や宇宙軍、軍事化を禁止してはいないが、宇宙空間に大量破壊兵器を設置することはその例外となっている。 宇宙条約は主に非軍備条約であり、月面や小惑星での採掘といった新しい宇宙活動には限定的で曖昧な規制を課している。

### 月協定
月協定（月条約とも）は、その周囲の軌道を含むすべての天体の司法管轄を加盟国に移す多国間条約である。したがって、すべての活動は国連憲章を含む国際法に準拠することになる。
しかし1979年の制定以来、有人宇宙飛行に従事している国やその計画を有する国（アメリカや欧州宇宙機関の大多数の加盟国、ロシア、中国、日本など）が批准していないため、国際法上の関連性はほとんどない。2020年時点でもわずか18ヵ国が批准するのみに留まっている。

### PDP
ポストディテクション・ポリシー（PDP）またはポストディテクション・プロトコルは、政府やその他の組織が地球外文明から確認された信号を「検出、分析、検証、発表、そして対応」するために従うことを計画している一連の構造化された規則や基準、ガイドライン、または行動のことである。PDPを正式かつ公式に導入した政府機関は存在しないが、科学者や非政府組織は、発見時において利用するための首尾一貫した行動計画を策定するために重要な作業を行っている。その中で最も有名なものが、国際宇宙法研究所の協力を受けて国際宇宙航行アカデミーが作成した「地球外知的財産の発覚後の活動に関する原則宣言（Declaration of Principles Concerning Activities Following the Detection of Extraterrestrial Intelligence）」である。PDPの理論は別個の研究分野を構成しているが、SETI（地球外知的生命体探査）、アクティブSETI（地球外知的生命体へのメッセージ）、地球外知的生物との交信（地球外知的生命体との通信）の分野からの引用が多い。
科学者のZbigniew Paprotnyによれば、PDPの策定は、地球社会が地球外生命発見のニュースを受け入れる準備ができていること、そのニュースがどのように公表されるのか、そして信号のメッセージの理解度、という3つの要因により導かれるとされる。これら3つの大まかな領域とその関連要素が、PDPを取り巻く内容と言説の大部分を占める。

### アルテミス合意
アルテミス合意は、2020年に署名された宇宙空間の探査や利用についての諸原則を定めたものであり、日本・アメリカ・カナダ・イギリス・イタリア・オーストラリア・ルクセンブルク・アラブ首長国連邦が署名し、その後にウクライナ・韓国・ニュージーランド・ブラジルも加わった。アメリカが予定している有人月面探査のためのアルテミス計画を意識して作られたこの合意は、宇宙条約などを遵守したうえでの新たな指針として、科学情報の共有や以前の宇宙船の着陸地といった宇宙遺産（outer space heritage）の保存などを掲げている。

## 国際宇宙ステーションの政治問題
国際宇宙ステーションの政治問題は、超大国同士の対立や国際条約、資金調達などの影響を受けてきた。当初の要因は冷戦であったが、近年ではアメリカによる中国への不信感がその主因となっている。国際宇宙ステーション（ISS）には様々な国籍の乗組員がおり、彼らの時間や機器の使用は参加国間の諸条約によって管理されている。

当初から参加している国
かつての参加国

ISSの組み立ては1998年に始まり、同年1月28日には宇宙ステーション政府間協定（the Space Station Intergovernmental Agreement, IGA）が署名された。これは、モジュールの所有権や参加国によるISSの使用、およびその再供給に関する責任を規定するものである。署名国は、アメリカやロシア、日本、カナダのほか、欧州宇宙機関（ESA）に加盟する11ヵ国（ベルギー、デンマーク、フランス、ドイツ、イタリア、オランダ、ノルウェー、スペイン、スウェーデン、スイス、イギリス）であった。2010年、ESAはプログラムに参加していないヨーロッパ諸国に対し、3年間の試験期間中に同機関へのアクセスを許可すると発表した。
2011年にスペースシャトルの運用が終了すると、以降はソユーズのみによるISSとの往来が続いたが、2014年のロシアによるクリミアの併合を受けて欧米諸国の対露関係が冷え込み、NASAもロシアからの依存脱却を目指し始めた。悪化する外交関係とは対照的に、その後も米露の宇宙空間における協力体制は続いたが、2020年にはスペースXのドラゴン2が有人飛行を果たした。

## 宇宙地政学
宇宙地政学（astropolitics）は地政学にその起源を有し、最も広い意味での宇宙に適用される理論である。これは政治学の一分野としての安全保障学や国際関係論の観点から研究される。地表の監視やサイバー戦争のための人工衛星の軍事利用と同様に、外交における宇宙開発の役割も含む。特に重要な点は、外宇宙からの地球に対する軍事的脅威の防止にある 。
宇宙計画に際する国際協力は新たな宇宙機関の設立をもたらし、2005年までに官民合わせて35の機関が存在した。
2022年3月17日、日本は宇宙作戦群を防衛大臣直轄の部隊として航空自衛隊府中基地に新設をした。
周辺国政府は衛星を攻撃または通信妨害をする兵器を開発している。

### 宇宙空間（太陽系）の分類
物理的特性を元にすると、宇宙地政学では宇宙空間を以下の4つの領域に分けられる。
地球
地球とその大気圏の内側。地表からカーマン・ラインまでの空間を指し、地球と宇宙空間を往来するすべての物体が通過する場所でもある。地球と宇宙空間を隔てる沿岸地方のような役割を有しており、ドールマンはこれを「『地政学』が『アストロポリティクス』へと変わる領域」と表現している。
地球周辺の空間
最低高度の軌道から静止軌道の上（高度約36,000キロ）までの空間。この中の低い領域では、発射された衛星にとって推進力が不要となり始める高度であり、長距離弾道ミサイルのルートともなる。対する高高度領域の静止軌道は通信衛星や気象衛星、GPS衛星などが利用している。
月と月周辺の空間
静止軌道の外側から月の軌道までの空間。ここで目にすることができる物体は月のみだが、遠地点が月軌道を超えうる長楕円軌道を除くすべての軌道が含まれる。
太陽空間
月軌道以遠の太陽系すべて（太陽の重力圏）の空間。火星や木星をはじめとする惑星、それらの間に位置する小惑星帯などには、新たな工業化時代を引き起こすほどの天然資源が存在する。また、地球上で増加し続ける人口を支えうる「生存圏」（ドイツ地政学でいう「レーベンスラウム」）でもある。
地政学の開祖でありランドパワーを提唱したハルフォード・マッキンダーは、「東欧を支配する者はハートランドを制し、ハートランドを支配する者は世界島を制し、世界島を支配する者は世界を制する」と述べたが、ドールマンは資源が豊富な太陽空間をこのハートランドに喩え、そこを確保するための東ヨーロッパに相当するのは、宇宙空間への出入口を管理するのみならず常時飛び交う衛星からの情報が地表での戦闘をも有利にしうる地球周辺の空間となることから、そこが宇宙地政学上の最重要領域であると主張した。

### 宇宙空間におけるチョークポイント
シーパワーの概念を生み出したアルフレッド・セイヤー・マハンは、「広大な公有地」に見える海洋にも一定の「使い古された通路」があると述べたが、重力のために宇宙空間にもそうしたルートが存在し、海上交通路におけるチョークポイントがそうであるように、宇宙空間にも特定の場所をコントロールすれば他国の軍事行動や貿易を支配できる複数のチョークポイントや通商路が存在する、とドールマンは主張する。以下のチョークポイントはエネルギー資源の存在が疑われる領域付近にあることが多いため、資源へ到達する際の中継点ともなりうる。
ホーマン遷移軌道
低軌道から高軌道、または高軌道から低軌道へと高い燃料効率にて移乗するために、特定のポイントで噴射することによって利用されるとする軌道。ドールマンは「未来の交易路と軍事・交通・通信路」となる可能性が高いと予測している。
対地静止軌道帯
地表の特定地点上空に唯一常に安定して配置できる、静止軌道を含む赤道上空の領域。ここで隣り合った衛星は互いに電波障害を生じる場合があるために制約が課されており、1976年のボゴタ宣言（Bogotá Declaration）は赤道直下の国々の主権をこの軌道帯の高度にまで延長した。ドールマンはこれについて、「『人類共通の遺産』と考えられていた地域を地政学的な紛争地域に変化させてしまった」としている。
ラグランジュ点
2つの公転する天体における引力が相殺し合う5ヵ所しか存在しないポイントであり、それぞれL1からL5までと呼称される。この付近にある物体は、燃料を消費せずとも半永久的に安定して配置されうる。 しかし厳密には、太陽フレアや流星塵などが引き起こす摂動のために、本当に安定するポイントは「三角解」や「トロヤ点」と呼ばれるL4とL5のみである。一時期はここのコントロールを要求したL5協会というロビー団体も存在した。
ヴァン・アレン帯
地球を磁力圏で取り囲む帯電した粒子で構成された領域。ここを通る宇宙船などはダメージを負うことがあり、特に南半球の高緯度低空へ張り出したそれは極軌道の衛星にとって危険だとされるため、この領域を避ける航路を通る。
また、エリノア・スローンは宇宙空間におけるチョークポイントの定義について、ヴァン・アレン帯を避けるルートやホーマン遷移軌道、ロケットの打ち上げ施設などといった「交通量が多くて限定的なアクセスをもつ場所」としている。これに加え、打ち上げ施設に適した地域として、地球の自転によりその東側が海に面した海岸付近や赤道付近、居住者がいない広大な土地などを挙げ、そうした条件や各地に衛星との通信基地を多く有する国などが「スペースパワー」として優位になると述べている。